# Nemacolin Woodlands Resort
De Nemacolin Woodlands Resort is een resort in de Verenigde Staten. De resort werd opgericht in 1968 en bevindt zich in Farmington, Pennsylvania. De resort beschikt over twee 18-holes golfbanen, de "Links" en de "Mystic Rock". De Links werd geopend in 1978 en ontworpen door de golfbaanarchitect Willard Rockwell. In 1995 werd de Mystic Rock geopend en werd ontworpen door Pete Dye.
De resort beschikt over 318 hotelkamers en biedt aan de gasten verschillende sportfaciliteiten aan.

## Golftoernooien
Voor het golftoernooi is de lengte van de "Mystic Rock"-baan 6904 m met een par van 72. Voor de heren is de course rating 78,3 en de slope rating is 152.
- 84 Lumber Classic: 2003-2006[5]